# Frieda Verougstraete-Deschacht
Frieda Verougstraete-Deschacht, née le 21 octobre 1968 à Knokke, est une femme politique belge, membre du Vlaams Belang (VB).

## Biographie
Frieda Verougstraete-Deschacht nait le 21 octobre 1968 à Knokke.
Lors des élections régionales de 2019, elle est élue députée au Parlement flamand.